# Казе Форначе (Пескара)
Казе Форначе (итал. Case Fornace) је насеље у Италији у округу Пескара, региону Абруцо.
Према процени из 2011. у насељу је живело 29 становника. Насеље се налази на надморској висини од 156 м.